# بخش روچستر (شهرستان لورآین، اوهایو)
بخش روچستر (به انگلیسی: Rochester Township) یک منطقهٔ مسکونی در ایالات متحده آمریکا است که در شهرستان لورین، اوهایو واقع شده‌است.
 بخش روچستر ۴۵٫۷۴ کیلومتر مربع مساحت و ۷۹۹ نفر جمعیت دارد و ۲۸۷ متر بالاتر از سطح دریا واقع شده‌است.